# Charleston, Arkansas
Charleston är en ort i Franklin County i delstaten Arkansas, USA.